# Mantis Bug Tracker
Mantis Bug Tracker è un software libero di bug tracking system distribuito sotto licenza GNU GPL. Multipiattaforma e sviluppato in PHP, MantisBT è compatibile con diversi DBMS e web server.

## Funzionalità
- È possibile farlo funzionare solamente con un webserver e un database, su qualunque sistema operativo.
- Possibilità di scelta tra 68 lingue differenti
- Generazione automatica di Changelog e Roadmap
- Visualizzazione di Report personalizzati per ogni utente
- Completa personalizzazione di ogni opzione del bug: permette di aggiungere nuovi campi ed eliminare quelli predefiniti
- Sistema di ricerca con filtri
- Supporto per 1 o più progetti, ognuno dei quali con politiche di accesso differenti
- Creazione di sottoprogetti e categorie di progetti
- Esportazioni csv, Microsoft Word e Microsoft Excel
- Integrazione di una Wiki (MediaWiki, DokuWiki, XWiki e TWiki)

## Requisiti
Mantis 1.1.x
- PHP 4.3.0 o superiore
- MySQL 4.1.1 o superiori (Microsoft SQL Server e DB2 sono già supportati).
- Web server (Apache, IIS, ecc.)

Mantis 1.2.x
- PHP 5.1.0 o superiori
- MySQL 4.1.1 o superiori (Microsoft SQL Server, DB2. Oracle e PostgreSQL sono supportati ma in via sperimentale).
- Web server (Apache, IIS, ecc.)